# North Nibley
North Nibley – wieś w Anglii, w hrabstwie Gloucestershire, w dystrykcie Stroud. Leży 25 km na południe od miasta Gloucester i 157 km na zachód od Londynu.